# Jesse Helms
Jesse Alexander Helms jr. (Monroe (North Carolina), 18 oktober 1921 – Raleigh (North Carolina)), 4 juli 2008) was een Amerikaans politicus. Van 1973 tot 2003 was Helms namens de Republikeinse Partij senator voor North Carolina. Kerkelijk behoorde hij tot de stroming van het baptisme.
Helms werkte in zijn jeugd als journalist en raakte in de politiek betrokken als aanhanger van de Dixiecrats, de conservatieve en racistische vleugel van de Democratische Partij. In 1972 maakte hij de overstap naar de Republikeinen en werd dat jaar tot senator gekozen.
Helms was een conservatief senator. Hij was tegenstander van de Verenigde Naties en op zijn voorstel werden de contributies van de Verenigde Staten aan de VN tijdelijk stopgezet. Ook stemde hij telkens tegen ontwapeningsverdragen. Helms was voorts een uitgesproken tegenstander van abortus, emancipatie, euthanasie, homohuwelijk, feminisme en positieve discriminatie. Wegens zijn verzet tegen het doorvoeren van progressieve wetgeving kreeg hij de bijnaam senator no en hem werd door zijn tegenstanders vaak homofobie, seksisme en racisme verweten. In de verkiezingscampagnes van 1990 en 1996 versloeg hij zijn zwarte tegenstander, Harvey Gant. Hij was een voorstander van het kwijtschelden van schulden en uitte regelmatig zijn zorgen over het lot van arme Amerikanen.
Helms stond ook bekend om zijn anticommunisme. Zo was hij een van de opstellers van de Wet-Helms-Burton, waarin het Amerikanen wereldwijd werd verboden zaken te doen met Cuba. Ook was hij een uitgesproken voorstander van de anticommunistische dictator van Chili Augusto Pinochet.
Helms was van 1995 tot 2001 voorzitter van de buitenlandcommissie van de Amerikaanse senaat. Wegens gezondheidsproblemen stelde hij zich in 2002 niet meer verkiesbaar. Elizabeth Dole was zijn opvolger.
- Gemeinsame Normdatei: 118836137
- International Standard Name Identifier: 0000 0001 1026 2846
- Library of Congress Control Number: n82209512
- National Archives and Records Administration: 10569124
- Nationale Bibliotheek van Tsjechië: xx0003868
- Nationale Bibliotheek van Israël: 987007306941805171
- SNAC: w6f484tp
- Biographical Directory of the United States Congress: H000463
- Virtual International Authority File: 47558904
- WorldCat: E39PBJq74Gcdyr66Ghm3JMpF8C